# Bandera de Túpac Amaru
La bandera del Estado neoincaico o bandera de Túpac Amaru, fue una bandera de color carmesí usada por Tupac Amaru I, el cuarto y último Inca de Vilcabamba, quien la utilizaba en la puerta de su vivienda.

Túpac Amaru tenía puestas dos
banderas de tafetan carmesí en la puerta de la vivienda que ocupaba [..]
Huerto Vizcarra Héctor

Durante la revolución de 1780 de Tupac Amaru II, también se utilizó la bandera carmesí, que incluía en su interior dos culebras de las cuales salía de sus bocas un arcoíris, heráldica similar a los estandartes incas prehispánicos.

## Historia

### Uso de estandartes en el Imperio Incaico

Estandarte imperial Inca

Entre las crónicas más tempranas del virreinato del Perú se menciona que hubo algún estandarte imperial que representaba al Inca, y otros estandartes utilizados por el ejército incaico.

El guion o estandarte real era una banderilla cuadrada y pequeña, de diez o doce palmos de ruedo, hecha de lienzo de algodón o de lana, iba puesta en el remate de una hasta larga, tendida y tiesa, sin que ondease al aire, y en ella pintaba cada rey sus armas y divisas, porque cada uno las escogía diferentes, aunque las generales de los Incas eran el arco celeste 
y dos culebras tendidas a lo largo paralelas con la borda que le servía de corona, a las cuales solía añadir por divisa y blasón cada rey las que le parecía, como un león, un águila y otras figuras. Tenía por borla el dicho estandarte ciertas plumas coloradas y largas puestas a trechos
Bernabé Cobo, Historia del Nuevo Mundo (1653)

Arco celeste se refería al arcoíris, en ese entonces se consideraba que el arcoíris tenía tres colores: rojo, amarillo y verde.

"en el ejército inca cada compañía tenía su estandarte particular y el estandarte imperial, sobre todo, mostraba el reluciente figura del arcoíris, la insignia heráldica de los Incas"
William H. Prescott, Historia de la conquista del Perú (1847).